# Hitchin
Hitchin ist eine Stadt in der Grafschaft Hertfordshire, England. Hitchin ist 21,6 km von Hertford entfernt. Im Jahr 2001 hatte sie 33.352 Einwohner. Hitchin wurde 1086 im Domesday Book als Hiz erwähnt.

## Persönlichkeiten
- Derek Sugden (1924–2015), Bauingenieur und Raumakustiker
- Ray Billington (1930–2012), Philosoph und Autor
- Lance S. Cousins (1942–2015), Buddhismusforscher
- Nick Vivian (* 1964), Drehbuchautor
- Ian Poulter (* 1976), Profigolfer
- Sally Bretton (* 1980), Theater- und Filmschauspielerin
- Dave Kitson (* 1980), Fußballspieler
- Ben Whishaw (* 1980), Theater- und Filmschauspieler
- Suzanne Rayappan (* 1981), Badmintonspielerin
- James Bay (* 1990), Sänger und Songwriter